# Umbonia reclinata
Umbonia reclinata är en insektsart som beskrevs av Ernst Friedrich Germar. Umbonia reclinata ingår i släktet Umbonia och familjen hornstritar. Inga underarter finns listade i Catalogue of Life.